# Паропамиз
Паропамиз (ранее также Паропаниз, Парапанис) — система горных хребтов и возвышенностей в северо-западном Афганистане и южном Туркменистане (предгорья Бадхыз и Карабиль). Являются окраинной частью Иранского нагорья. Общая длина около 600 км, ширина до 250 км. Состоят из нескольких меридиональных хребтов. Осевой хребет системы — Сафедхох. Крупнейшие хребты — Банди-Туркестан и Сиахкох разделены глубокими долинами, днища которых заполнены осыпями и наносами рек, текущих в верхнем течении в западном и юго-западном направлениях. Поверхностный сток в основном принадлежит рекам бассейна Герируда, Мургаба и др., которые принадлежат к области внутреннего стока и разбираются на орошение.

## Рельеф
Климат в предгорьях засушливый, субтропический, континентальный; в долинах лето жаркое и сухое, с температурами июля около +24…+30 °С, января +8…0 °С. Количество осадков (в основном в виде дождя и снега) постепенно возрастает со 100—200 мм в полупустынных предгорьях до 400 мм и более в горах. Максимум зимой в виде снега и весной в виде гроз. Паропамиз среднегорен, преобладающие высоты хребтов 3000—3500 м, поэтому ледники слаборазвиты. Лишь на востоке, в хребте Хисар на стыке с Гиндукушем имеется пик высотой до 4565 м. Преобладающие породы — известняки и сланцы, при движении к югу и востоку возрастает доля гранитов и гнейсов; на севере предгорная полоса лёсса. Предгорья занимают пустыни и полупустыни, выше по склонам сухие серозёмные степи с редкими зарослями арчи и фисташки, которыми славится Бадхызский заповедник. На увлажнённых северных склонах имеются редкие участки широколиственных лесов, большинство которых уже вырублено из-за быстрого роста населения в XX веке. Фауну Паропамиза представляют: горные козлы и бараны, в сухих предгорных степях — джейраны и куланы; многочисленны насекомые, тушканчики и пресмыкающиеся. Долины межгорных рек густо заселены и превращены в орошаемые оазисы, крупнейший из которых занимает округу г. Герат. Выше в горах имеются более редкие стоянки полукочевых скотоводов.

## История
Паропамиз, в форме Парапанис, впервые упоминается в древнегреческом сочинении V в. до н. э. К северу от хребта существовало также древнее государство Бактрия — колыбель зороастризма.